# Batteria Le Finestrelle
La batteria Le Finestrelle (anche noto come "forte in caverna") è una delle fortezze austro-ungarici facente parte della linea difensiva "Chegul-Marzola-Maranza" della Fortezza di Trento (Festung Trient). Il forte appartiene al grande sistema di fortificazioni austriache al confine italiano.

## Storia

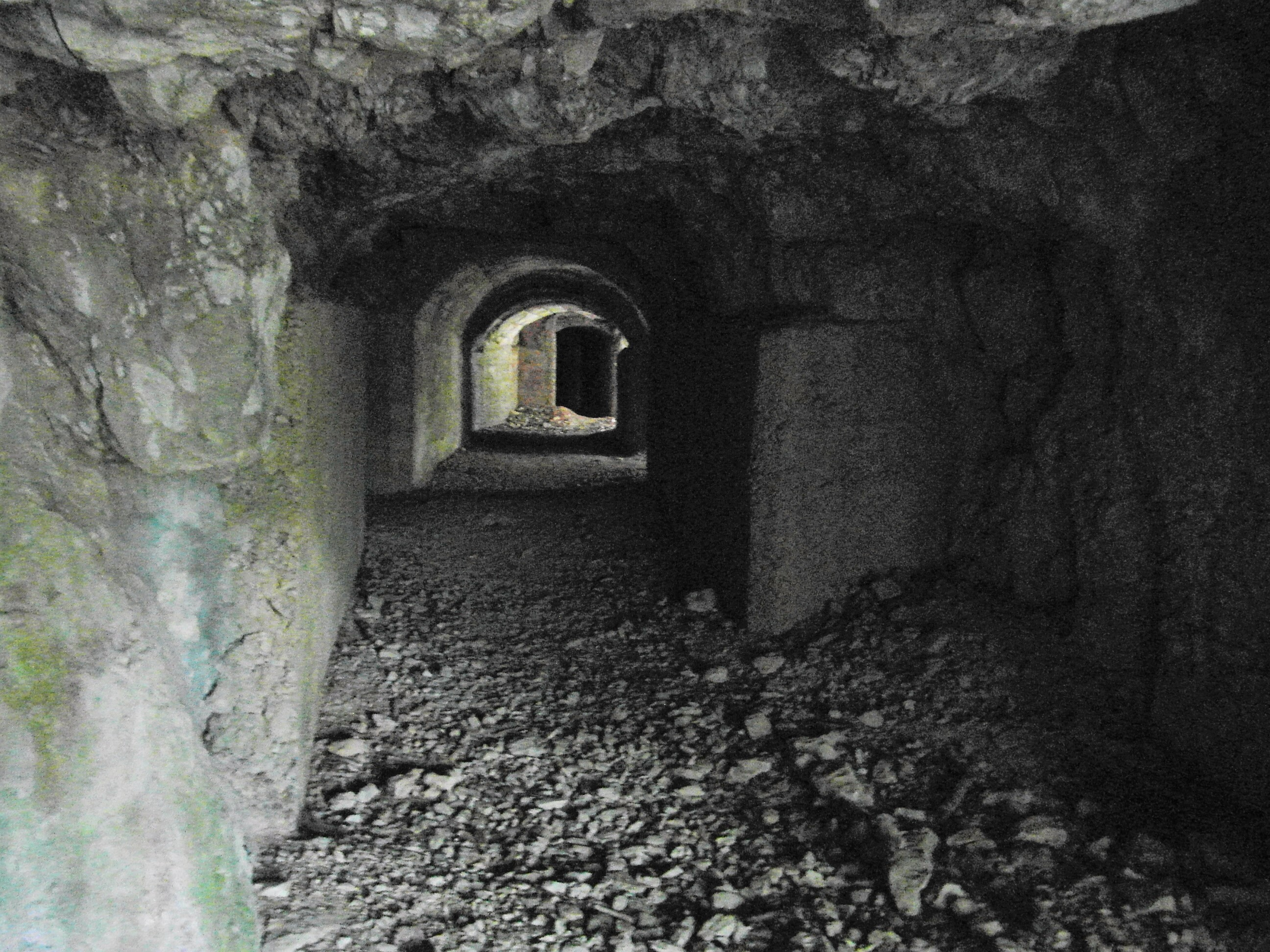
Interno della batteria

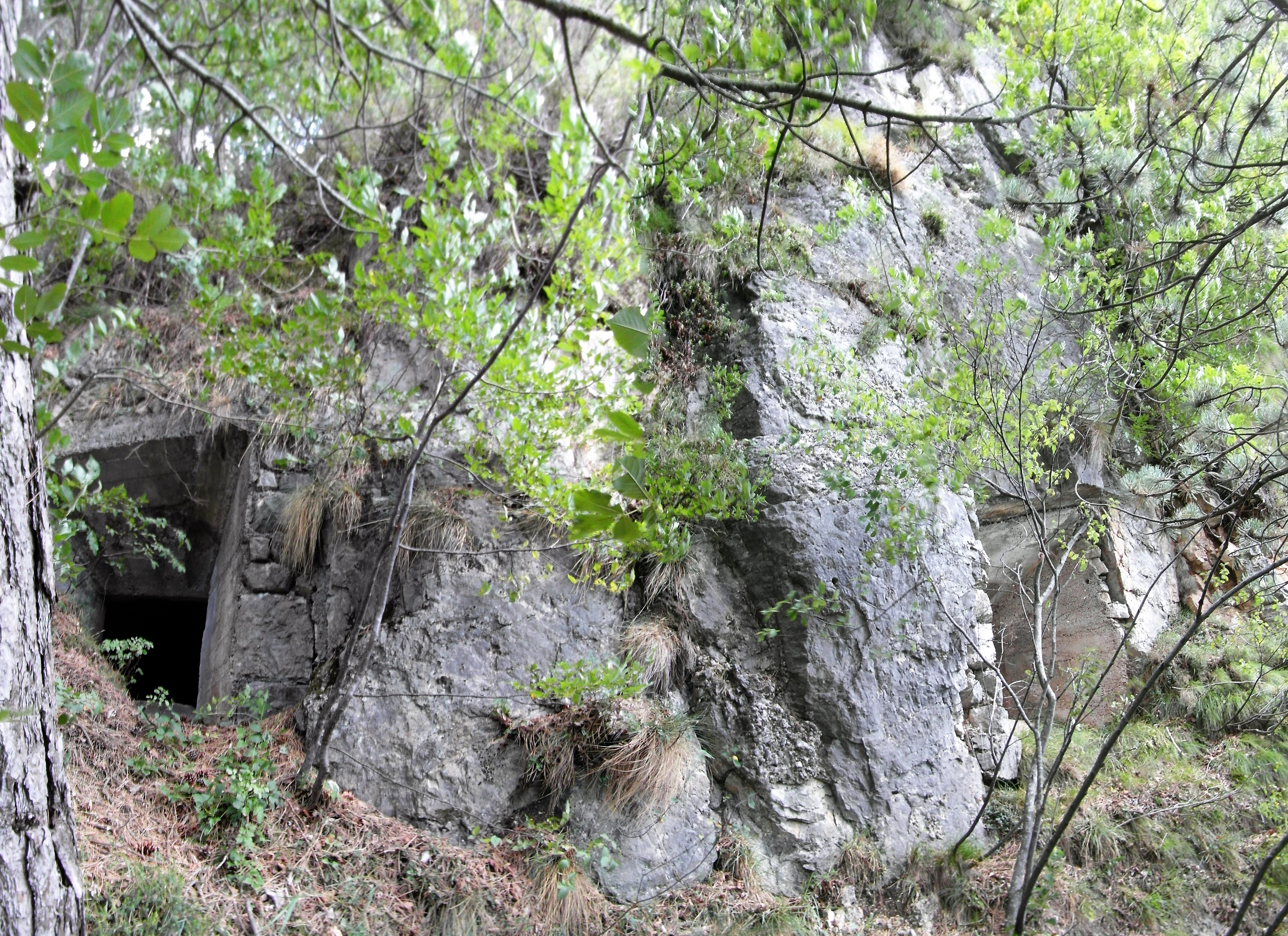
Due feritoie

Scavata su di un ripido pendio in una posizione strategica in modo tale che le sue armi potevano tenere sotto tiro Vigolo Vattaro, Valsorda fino alla Valle dell'Adige, ovvero la parte sud della Marzola. Edificato tra il 1914-15 cioè nell'ultima fase di espansione della Fortezza di Trento. Questo batteria, così come le altre, dovevano essere in grado di fornire protezione al fuoco per una lunghezza pari a 3-4 chilometri. I bordi laterali della batteria avevano avuto un aumento nello spessore del calcestruzzo allo scopo di evitare l'aggiramento e allo stesso tempo di bloccare l'accesso alle batterie in caverna superiori.
La batteria ha avuto al suo interno un deposito munizioni, alcuni alloggi e un generatore d'elettricità.
Lo stato di conservazione di questa batteria risulta buona e rara per quanto riguarda la fortezza di Trento. Inoltre, è una tipica posizione di difesa costruita nella roccia nell'ultima fase 1914-1915, quindi con una certa fretta.

## Armamento

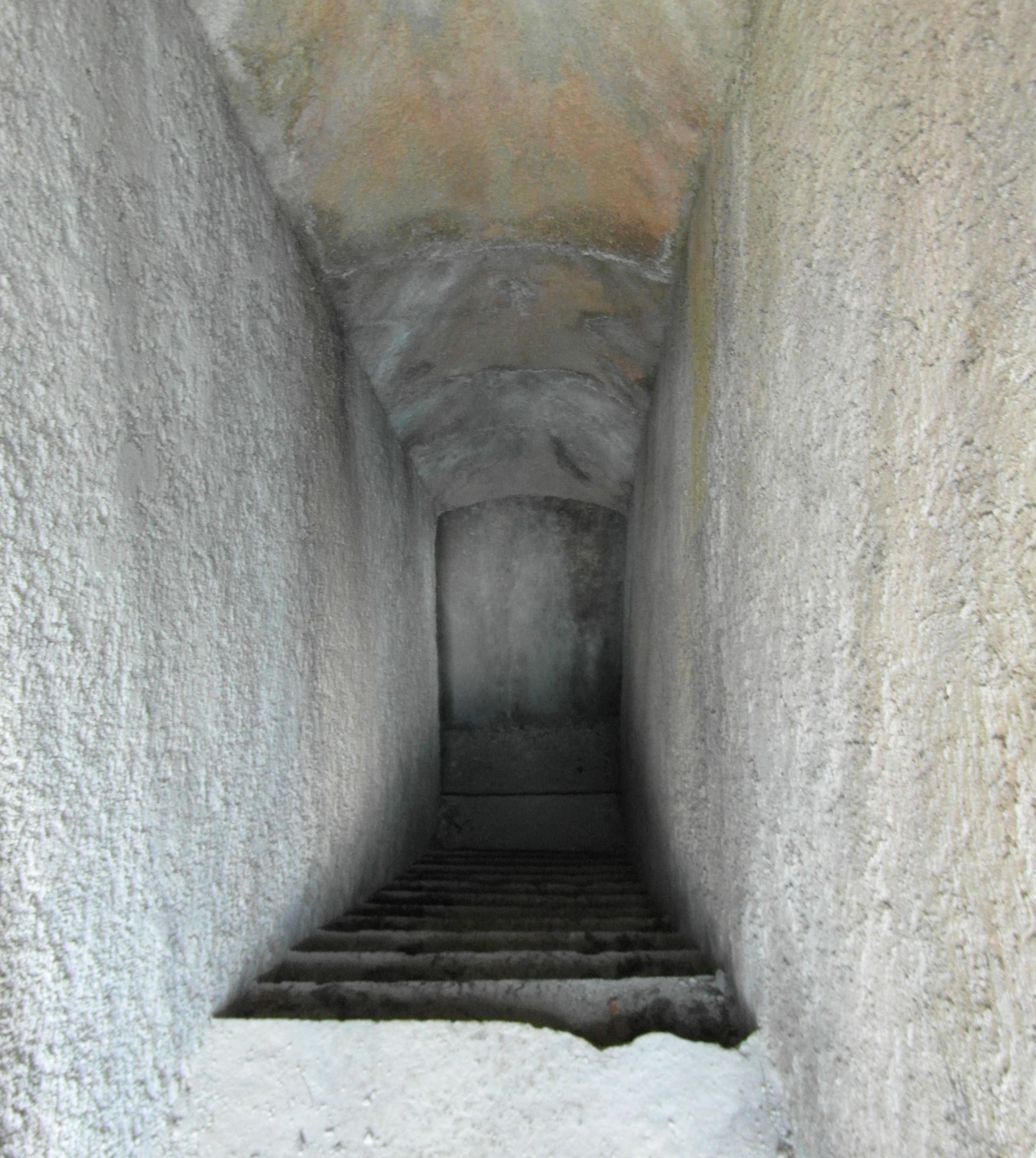
Scalinate interne

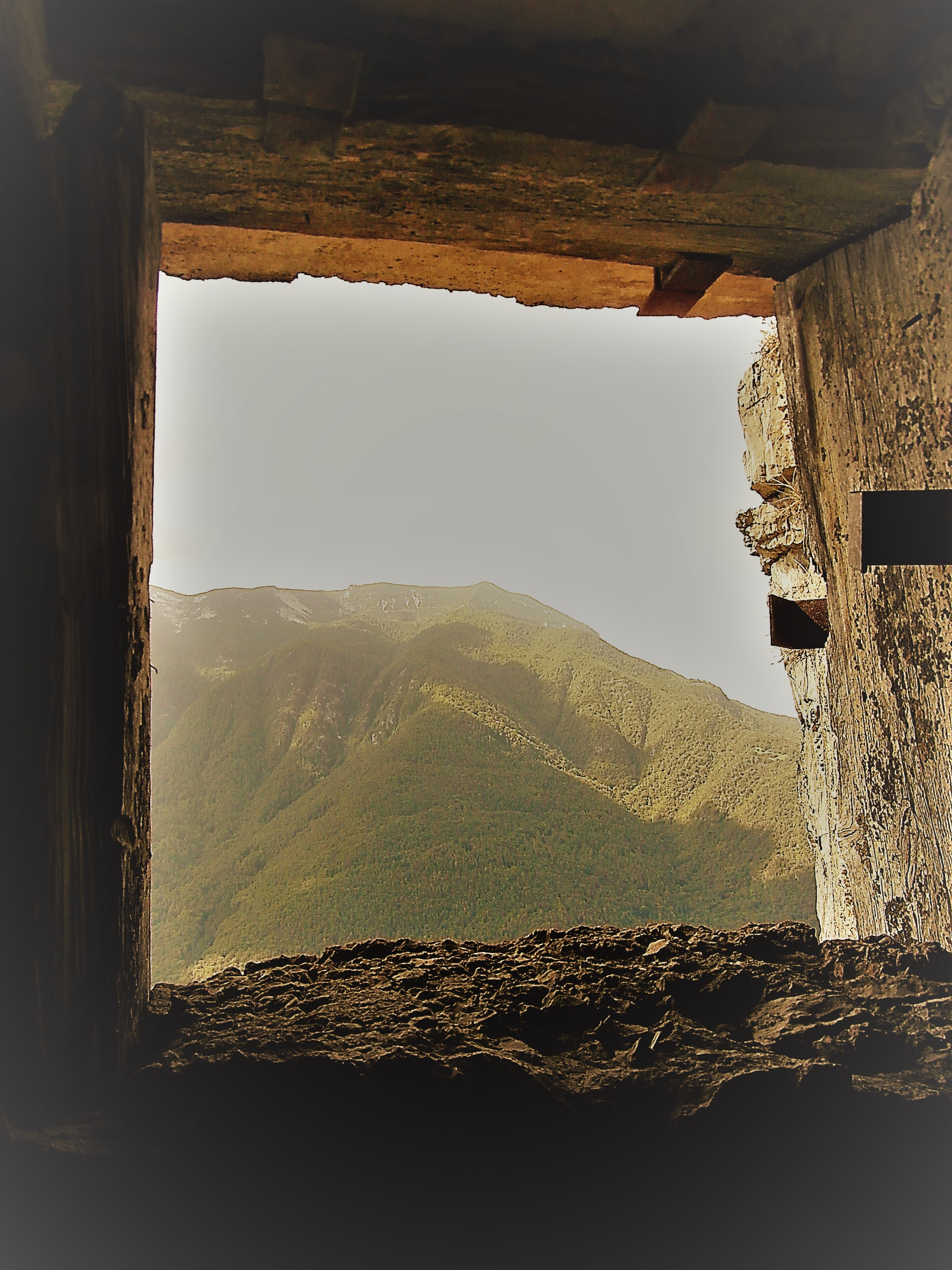
Vista da una feritoia

Nel complesso questa batteria era armata con cinque pezzi d'artiglieria: due caverne sono state costruite per calibri più grandi e tre per i calibri più piccoli. Avrebbe potuto essere da 3 pezzi da 6cm/M99 e 2 pezzi da 8cm/M5; una potenza di fuoco completamente sufficiente per tale batteria. Era protetta anche da posizioni di fanteria armate con Maschinengewehr (MG).

## Ubicazione
Seguendo la strada statale da Mattarello in direzione di Vigolo Vattaro fino a girare a sinistra per l'imbocco dei sentieri per la Marzola. Giunti in fondo alla strada si imbocca il sentiero n. 440 per la salita al "Croz de le Ore". Dopo aver trovato una dopo l'altra resti di trincee, in circa 30 minuti si arriva all'ingresso della caverna della batteria.